# Corfton
Corfton – wieś w Anglii, w hrabstwie Shropshire. Leży 29 km na południe od miasta Shrewsbury i 209 km na północny zachód od Londynu.